# Louis Bonaventure Perrin de Lépin
Louis Bonaventure Perrin, comte de Lépin, né le 24 novembre 1768 et mort en 1842, est un officier supérieur de Savoie à la fin du XVIIIe siècle.

## Biographie
Louis Bonaventure nait le 24 novembre 1768, à Chambéry. Il est le fils de l'avocat Joseph Perrin et de Marie-Denise de Desmarets de Chassigny. Son père a été fait baron d'Athenaz, en 1749.
Il entame une carrière militaire. Son frère, officier sarde comme lui, resta fidèle à Victor-Amédée III et mourut à la bataille de Mondovi en 1796. En 1792, Louis Bonaventure est officier, dans le régiment de Maurienne. Quand la Révolution française  se durcit contre les nobles, il s'expatrie en l'an IV et tous ses biens sont confisqués. Officier sarde depuis 1789, il resta en service à Turin jusqu'en 1798 et devint colonel-adjudant-général d'infanterie. Il évalua en 1818 les pertes subies du fait de cette expatriation à 329.154 francs.
En 1800, après la prise de pouvoir par Napoléon Bonaparte, il revient à Chambéry, et y devient commandant de la garde nationale en 1806,. 
Il épouse le 14 octobre 1804 (le 2 brumaire an XIII) Rose-Jeanne-Françoise, dite Jenny, fille d'un homme de loi, Joseph Sancet, « qui compensait sa roture par une belle fortune »,.
À la suite d'un arrangement secret conclu en 1797 avec son ancien fermier Benoît Burdin, il avait récupéré en 1802, pour 78 000 francs, son château de Lépin et sa ferme de Saint-Alban, perdus lors de la vente des biens nationaux. Benoît Burdin l'avait acquis pour 63 950 francs et l'a ensuite attaqué en justice. L'affaire fut plaidée à Chambéry de 1802 à 1815. En 1809, après le départ de Benoît Burdin, puis Bonaventure a retrouvé la possession des domaines dont les lois révolutionnaires l'avaient dépossédé quinze ans auparavant. 
Louis Bonaventure Perrin a été syndic de la ville de Chambéry de 1821 à 1823, puis syndic de première classe de cette ville en 1833, 1835 et 1836,.
Louis Bonaventure Perrin est fait comte de Lépin par lettres patentes du 2 janvier 1824, par le roi Charles-Félix de Savoie.

## Armes
Les armes de la famille se blasonnent ainsi : d'azur à la fasce échiquetée d'or et de gueules de 3 tires, accompagnée en chef d'un oiseau d'argent, tenant en son bec une branche de sinople (peut-être une colombe tenant un rameau d'olivier). Amédée de Foras, Armorial et nobiliaire de Savoie.